# Publius Manilius
Publius Manilius est un homme politique de la République romaine, consul en 120 av. J.-C.

## Famille
Il est issu de la gens des Manlii (et non Manilii ?)[réf. nécessaire].
Il est peut-être fils d'un Publius, légat de Lucius Anicius Gallus en Illyrie en 167 av. J.-C., ou d'un Manius, et petit-fils d'un Manius ou d'un Publius. Le consul de 149 av. J.-C., Manius Manilius, peut donc être son père ou son oncle, frère aîné de son père.

## Biographie
Il est probablement préteur en l'an 123 av. J.-C.
Il est consul en 120 av. J.-C. avec Caius Papirius Carbo.
Son nom n'est connu que par les Fastes consulaires, aucun fait particulier lié à son consulat n'est connu.